# Rio Verde (vattendrag i Brasilien, Rondônia, lat -8,52, long -63,45)
Rio Verde är ett vattendrag i Brasilien.   Det ligger i delstaten Rondônia, i den centrala delen av landet, 1 900 km väster om huvudstaden Brasília.
I omgivningen kring Rio Verde växer i huvudsak städsegrön lövskog. Området är mycket glesbefolkat, med 2 invånare per kvadratkilometer.